# William C. McMahon
William Claude McMahon (* 10. Januar 1895 in Brooklyn, New York City, New York; † 30. März 1990 in Winter Park, Orange County, Florida) war ein Generalmajor der United States Army. Er war unter anderem Kommandeur der 8. Infanteriedivision.
Am 20. April 1917 absolvierte McMahon die United States Military Academy in West Point. Nach seiner Graduation wurde er als Leutnant der Infanterie zugeteilt. In der Armee durchlief er anschließend alle Offiziersränge vom Leutnant bis zum Zwei-Sterne-General.
In seinen jüngeren Jahren absolvierte er den für Offiziere in den niederen Rangstufen üblichen Dienst in verschiedenen Einheiten und Standorten. Über einen Einsatz im Ersten Weltkrieg wird in den Quellen nichts erwähnt. In den Jahren 1936 bis 1940 war er Dozent am Command and General Staff College in Fort Leavenworth in Kansas. Danach wurde er zum Stab der 4. Infanteriedivision versetzt, die damals gerade wieder neu aufgestellt wurde und im damaligen Fort Benning, dem heutigen Fort Moore, stationiert war. Bei dieser Division leitete McMahon nacheinander die Stabsabteilungen G4 (Nachschub) und G3 (Planungen). Er blieb bis September 1941 bei dieser Division.
Es folgte eine Versetzung zum II. Korps, wo er bis Juni 1942 zunächst die Stabsabteilungen G3 (Operationen) und dann G2 (Nachrichtendienste und Sicherheit) leitete. In seine Zeit beim II. Korps fiel der amerikanische Eintritt in den Zweiten Weltkrieg. Das II. Korps war damals noch in den Vereinigten Staaten stationiert und wurde erst kurz nach McMahons Zeit als Stabsoffizier nach England verlegt. Zwischen Juli und Dezember 1942 gehörte er dem Stab der 83. Infanteriedivision an. Diese Division wurde damals nach einer Deaktivierung im Jahr 1919 erneut aufgestellt und in den Vereinigten Staaten auf einen Kriegseinsatz vorbereitet.
Zwischen Februar 1943 und Juli 1944 kommandierte William McMahon die 8. Infanteriedivision. Diese wurde Ende des Jahres 1943 nach Nordirland verlegt und nahm im Juni 1944 an der Alliierten Landung in der Normandie teil. Im August 1944 wurde McMahon zur 5. Armee versetzt, die auf dem italienischen Kriegsschauplatz eingesetzt war. Bis Dezember 1944 leitete McMahon deren Stabsabteilung G1 (Personal). Danach bekleidete er bis August 1945 die gleiche Stelle bei der ebenfalls zunächst von Italien aus operierenden 15th Army Group.
Anschließend wurde McMahon nach Österreich versetzt, wo er bis 1946 im dortigen Hauptquartier der amerikanischen Armee ebenfalls die Personalabteilung (G1) leitete. Nach einer weiteren Versetzung zum Stab der 6. Armee im Presidio bei San Francisco schied William McMahon am 30. September 1949 aus dem aktiven Militärdienst aus.
Über seine Aktivitäten nach seiner Pensionierung ist nichts überliefert. Er starb am 30. März 1990 in Winter Park in Florida.

## Orden und Auszeichnungen
William McMahon wurde im Lauf seiner militärischen Laufbahn unter anderem mit der Army Distinguished Service Medal und dem Orden Legion of Merit ausgezeichnet.